# Центральная городская библиотека (Сочи)
Центра́льная городска́я библиоте́ка — крупнейшее собрание технической, художественной и научной литературы в городе Сочи, учреждение культуры в Центральном районе города Сочи, Краснодарский край, Россия.

## Описание
Расположена в микрорайоне Гагарина. Головной сегмент Централизованной библиотечной системы Сочи. Располагает рядом филиалов, в том числе самый известный из них — Библиотека имени А. С. Пушкина.
Фонды библиотеки насчитывают 1150 тысяч единиц хранения по всем отраслям знаний. Около половины фонда составляет художественная литература: русская и зарубежная классика, произведения современных авторов.
Ежегодно в фонды библиотеки поступает свыше 115 наименований газет и 340 журналов. Библиотека обладает широким справочно-поисковым аппаратом. Наряду с алфавитным и систематическим каталогами в Центральной городской библиотеке существует каталог заглавий и краеведческий каталог. Посещаемость — 300 человек в день.

## История
Библиотека построена в 1962—1963 годах по проекту архитектора Н. В. Миловой. Открыта для читателей 14 июля 1963 года.
В 2011 открыта после капитального ремонта.